# Marathon van Frankfurt 1989
De marathon van Frankfurt 1989 werd gelopen op zondag 22 oktober 1989. Het was de achtste editie van deze marathon.
Bij de mannen was het de Duitser Herbert Steffny, die in 2:13.51 zegevierde. Hij had dertien seconden voorsprong op de Braziliaan Joao Alves de Souza. Bij de vrouwen won de Duitse Iris Biba de wedstrijd in 2:33.14.
In totaal schreven 6759 lopers zich in voor de wedstrijd, waarvan er 5033 finishten.

## Uitslagen

### Mannen
| rang   | naam                | land | tijd    |
| ------ | ------------------- | ---- | ------- |
| Goud   | Herbert Steffny     | GER  | 2:13.51 |
| Zilver | Joao Alves de Souza | BRA  | 2:14.04 |
| Brons  | Pawek Tarasiuk      | POL  | 2:15.48 |
| 4      | Czeslaw Najmowicz   | POL  | 2:17.13 |
| 5      | Gerhard Hartmann    | AUT  | 2:17.44 |
| 6      | Eduard Rydlewski    | POL  | 2:17.45 |

### Vrouwen
| rang   | naam                 | land | tijd    |
| ------ | -------------------- | ---- | ------- |
| Goud   | Iris Biba            | GER  | 2:33.14 |
| Zilver | Jolanda Homminga     | NED  | 2:37.56 |
| Brons  | Ine Valentin         | NED  | 2:39.29 |
| 4      | Weronka Gierwatowska | POL  | 2:43.39 |
| 5      | Wilma Rusman         | NED  | 2:45.34 |
| 6      | Oddrun Hovsengen     | NOR  | 2:51.31 |

1981 ·
1982 ·
1983 ·
1984 ·
1985 ·
1986 ·
1987 ·
1988 ·
1989 ·
1990 ·
1991 ·
1992 ·
1993 ·
1994 ·
1995 ·
1996 ·
1997 ·
1998 ·
1999 ·
2000 ·
2001 ·
2002 ·
2003 ·
2004 ·
2005 ·
2006 ·
2007 ·
2008 ·
2009 ·
2010 ·
2011 · 
2012 · 
2013 · 
2014 · 
2015 · 
2016 · 
2017